# Calopteryx exul
Espèce
Calopteryx exul, le Caloptéryx maghrébin, de demoiselles de la famille des Calopterygidae (sous-ordre des zygoptères, ordre des Odonates) qui est endémique du Maghreb.

## Description
Calopteryx exul est d'une grande taille pour un zygoptère : son corps peut mesurer jusqu'à 50 mm. Sa caractéristique remarquable est l'absence de bandes alaires métalliques, souvent présentes pour le genre Calopteryx. Les nervures des ailes du mâle sont bleutées, tandis que celles de la femelle sont claires.
Le thorax et l'abdomen sont colorées de teintes métalliques bleues et vertes. L'extrémité de l'abdomen de la femelle est plus terne.
Les trois ocelles ont une couleur variant du jaune clair au brun.

### Biologie
La période de vol principale débute en mai et se termine fin juillet. La reproduction a lieu sur des plantes aquatiques. La femelle pondra ses œufs sur des feuilles flottant à la surface de l'eau. Les plantes sur lesquelles la femelle pond sont spécifiques, on peut notamment citer Typha angustifolia, Paspalum distichum et Potamogeton nodosus.
Deux générations se succèdent au cours d'une même année. La première génération débute sa période de vol en mai jusqu'à fin juillet, avec un pic d'activité entre mai et juin. La deuxième génération s'observe en vol entre septembre et octobre.
Le caloptéryx maghrébin peut effectuer de longs vols, jusqu'à cinq kilomètres, afin de trouver un nouvel habitat propice à sa reproduction. La nuit, il est fréquent d'observer l'espèce se regroupe en dortoirs communs.

## Répartition et habitat
Calopteryx exul se rencontre près des ruisseaux entre 200 et 2 000 m d'altitude. L'espèce préfère les cours d'eau à débit rapide. On retrouve cette espèce au Maroc, ainsi que dans le Sud de l'Algérie et de la Tunisie.

## Statut de conservation
Les ruisseaux où se rencontre cette espèce sont pour beaucoup victimes d'activités anthropiques, notamment la pollution. L'espèce dépend également de plantes-hôtes précises afin de pondre ses œufs. La conservation de ces espèces végétales est un enjeu pour cette espèce d'odonates également.
Les sécheresses à répétition ont également un impact sur l'habitat de l'espèce, faisant diminuer le débit et le niveau d'eau de leurs ruisseaux.

## Systématique
Le nom valide complet (avec auteur) de ce taxon est Calopteryx exul Selys, 1853.